# Eddie Stenberg
Eddie Vilhelm Stenberg, född 29 november 1919 i Borgå, död 7 november 2000 i Helsingfors, var en finländsk skådespelare och regissör.

## Biografi
Stenberg blev diplomekonom 1943, genomgick Svenska Teaterns elevskola 1944–1946 och var engagerad vid Svenska Teatern 1946–1956 (1951–1956 även som regissör) och 1967–1969. Under åren däremellan satte han upp pjäser i Göteborg, Trondheim, Åbo och Vasa samt var 1950–1952 regissör vid Suomen Filmiteollisuus.
Stenberg iscensatte en rad intresseväckande moderna skådespel på Svenska Teatern och experimenterade gärna med tekniska effekter. I Walentin Chorells Tag mig som en dröm betecknades hans regi som virtuos. Federico García Lorcas Bernardas hus var en stram och stark giv, medan Czardasfurstinnan blev en flott operett med roande konstgrepp. Åren 1961–1965 var han anställd som förste regissör vid Helsingin kansanteatteri-Työväenteatteri, där han satte fart och flykt på operetterna. Ett gott exempel på hans regi var Arnold Weskers Rötter. Han verkade även som regissör vid Sveriges radio och regisserade hörspel i Finlands rundradio.

## Teater

### Regi
| År   | Produktion                                               | Upphovsmän          | Teater                       |
| ---- | -------------------------------------------------------- | ------------------- | ---------------------------- |
| 1961 | Richard III The Life and Death of King Richard the Third | William Shakespeare | Svenska Teatern, Helsingfors |